# Direction de l'Information et des Relations publiques des Armées (Sénégal)
La Direction de l'Information et des Relations Publiques (DIRPA) de l'armée sénégalaise a été créée le 1er septembre 1993, en lieu et place du Service de Presse et de Cinéma des Armées.

## Attributions
La Direction de l'Information et des Relations publiques des Armées assure :
- l’élaboration de la politique de communication des Forces armées et veille à la sauvegarde de leur image de marque ;
- la diffusion de l'information liée à une meilleure connaissance des Forces armées et leur tradition ;
- la recherche et le recueil de toute information de presse intéressant les Forces armées ;
- la conception, la coordination, l'animation et la réalisation de l’ensemble des relations publiques.

La Direction de l'Information et des Relations publiques des Armées est dirigée par un officier général ou supérieur nommé par décret qui est lui-même assisté par un adjoint, officier supérieur, nommé par arrêté du Ministre chargé des Forces armées. La Direction comprend un secrétariat, un Bureau de Gestion et des ateliers d'impression. En outre, elle est composée de trois divisions articulées en bureaux, chacune étant dirigée par un officier supérieur nommé par arrêté du Ministre chargé des Forces armées :
- la Division Média et Stratégies ;
- la Division Production audiovisuelle ;
- la Division Patrimoine, Archives et Traditions.

## Les Directeurs
- Babacar Gaye
- Meïssa Tamba
- Birama Thioune
- Aboubakrine Dièye
- Balla Keïta
- Antoine Wardini
- Ousmane Sarr
- Abdourahim Kebe[1]